# دومينيك رينهارت
دومينيك رينهارت (بالألمانية: Dominik Reinhardt)‏ (19 ديسمبر 1984 بليفركوزن في ألمانيا - ) هو لاعب كرة قدم ألماني في مركز الظهير. شارك مع منتخب ألمانيا تحت 20 سنة لكرة القدم ومنتخب ألمانيا تحت 21 سنة لكرة القدم. أما مع النوادي، فقد لعب مع نادي آوغسبورغ ونادي نورنبرغ.

## وصلات خارجية
- دومينيك رينهارت على موقع قاعدة بيانات كرة القدم.إي يو (الإنجليزية)
- دومينيك رينهارت على موقع بيانات كرة القدم. دي إي (الألمانية)
- دومينيك رينهارت على موقع Soccerbase.com (لاعب) (الإنجليزية)
- دومينيك رينهارت على موقع عالم كرة القدم.نت (الإنجليزية)
- دومينيك رينهارت على موقع AS.com (الإسبانية)